# Адріан Ізенбрандт
Адріан Ізенбрандт (нід. Adriaen Isenbrant) (близько 1490 року, Брюгге — липень 1551 року, Брюгге) — нідерландський художник, представник Північного Відродження.

## Біографія

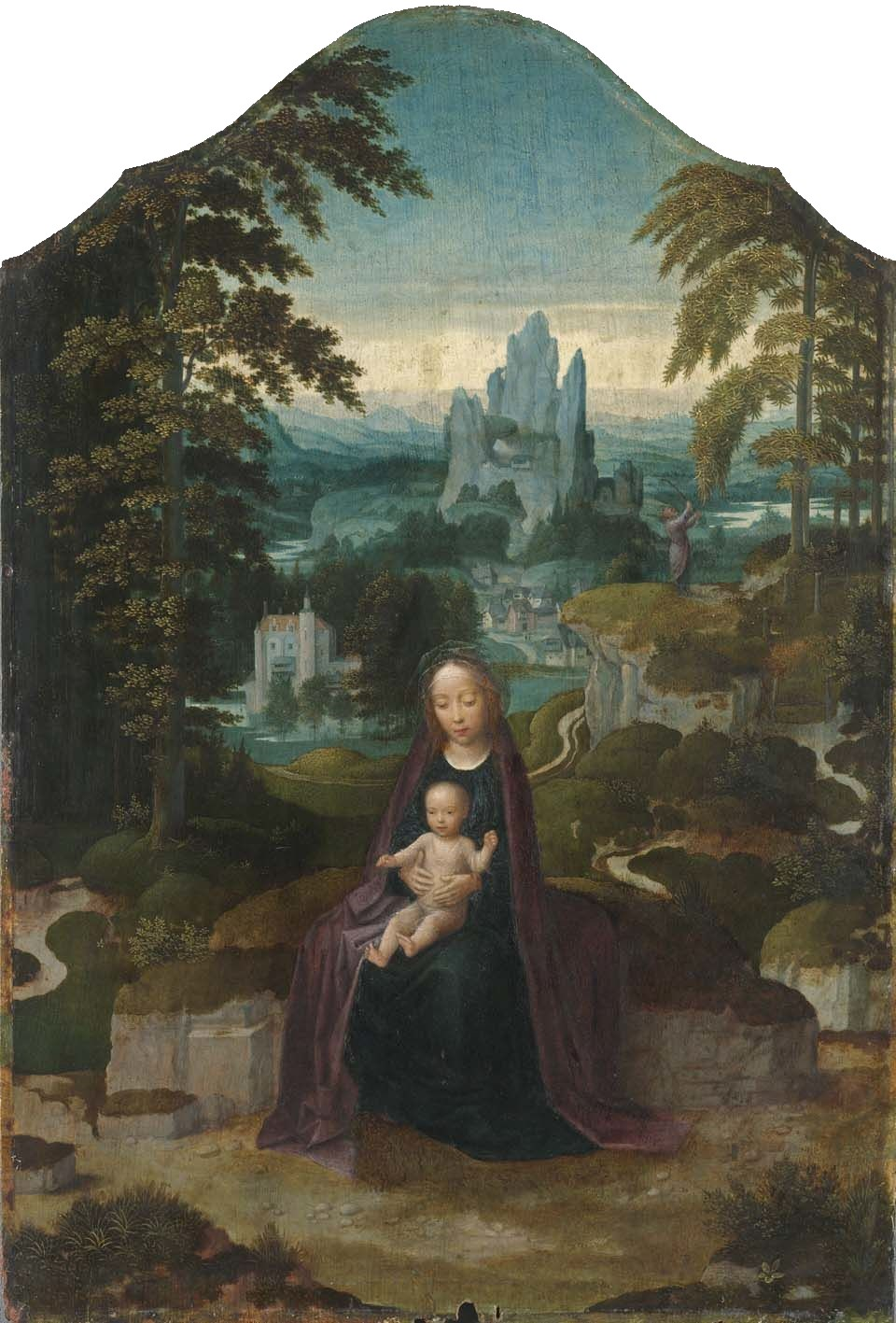
Діва Марія і дитя. 1510-1550. Стара пінакотека. Мюнхен

Існує лише кілька документальних записів про життя Адріана Ізенбрандта, і згадки в літературі з життєписів художників. Немає жодних документів, які б пов'язували його як творця будь-яких збережених творів. Цілком можливо, що він народився в Гарлемі чи Антверпені близько 1490 р.
Вперше згадують у 1510 році, коли він приїхав до Брюгге і купив своє міщанство. У листопаді того ж року він став майстром у місцевій художній гільдії святого Луки та гільдії Святої Елої. Пізніше він дев'ять разів обирався старостою і двічі скарбником гільдії.
Адріан Ізенбрандт створив майстерню, ймовірно, в Корте Вламінкштрааті в Брюгге. Це було близьке до майстерні Джерарада Девіда та колишньої майстерні Ганса Мемлінга. Брюгге на той час був одним із найбагатших міст Європи. Багаті торговці замовляли диптихи та портрети для особистого користування. Ізенбрандт писав переважно для приватних клієнтів. Однак були деякі картини, які були створені без особливого замовлення. Йому вистачило замовлень, щоб навіть давати роботу іншим художникам в Брюгге, як демонструє судовий позов Ізенбрандта від 1534 року проти Яна ван Ейка за не доставку замовлених ним картин. Він також був призначений агентом у Брюгге художника Адріана Провооста (сина Яна Провооста), який переїхав до Антверпена в 1530 році. Сучасні джерела  згадують Ізенбрандта як відомого і добросовісного художника.
Він одружувався двічі, вперше з Марією Грандел, дочкою художника Пітера Гранделя. У них була одна дитина. Після її смерті в 1537 році він   одружився з Клементиною де Еерн, з якою був одружений до 1543 р. У другому шлюбі було дві дочки та син. У нього також була позашлюбна дочка з Кателіней ван Бранденберч (яка була в той же час коханкою художника Амброзія Бенсона).
Коли він помер у Брюгге в 1551 році, його поховали разом зі своєю першою дружиною на кладовищі місцевої церкви Святого Якова; його діти успадкували не менше чотирьох будинків.

## Творчість
Ізенбрандт згадується у книзі священника Антонія Сандерса, опублікованій в Амстердамі в 1624 р. Адріан Ізенбрандт, можливо, мандрував до Генуї у 1511 році разом з Йоахімом Патініром та Джерардом Девідом. Вплив Жерара Девіда яскраво проявляється в композиції та ландшафтному тлі творів, приписуваних Ізенбрандту.
У своєму каталозі виставки  «Ранні фламандські майстри в Брюгге» у 1902 р. великий знавець раннього фламандського мистецтва та історик мистецтва Жорж Хулін де Лоо дійшов висновку, що Ізенбрандт насправді був анонімним «Майстром семи скорбот Богородиці» та автором великого кількості картин, які раніше приписували Джерарду Девідові та Яну Мостарту. Тому його іноді називають Псевдо-Мостартом. 
Його картини виконані ретельно і з великою вишуканістю. Фігури пофарбовані в теплі тони та більш жваві кольори, ніж твори Жерара Девіда. Особливо палаючий червоний або темно-синій набір на ідилічному тлі пишного, горбистого пейзажу з замками, розташованими на вершині вертикальної скелі (типовий для Ізенбрандта), похмурими річками та товстолистими деревами (що показує вплив Джерарда Девіда). Він  копіював композиції не лише Джерарда Девіда, але й старих художників, таких як Ян ван Ейк, Уго ван дер Гоес та Ганс Мемлінг. Запозичення у інших художників були тоді звичною практикою. Тим не менше, картини Адріана Ізенбрандта зберігають свою індивідуальність.
Він також написав деякі портрети, наприклад, портрет Паулюса де Нігро, «Людина на вагу золота» (1515–1520).  Вплив італійського Відродження можна побачити в детальному додаванні таких модних елементів декорації, як античні стовпи та голови баранів, як, наприклад, у його картині «Марія і дитина» (1520–1530).
Його часто порівнюють із Амброзієм Бенсоном (бл. 1495–1550), живописцем з Ломбардії, який емігрував у Брюгге. Від нього, можливо, Ізенбрандт запозичив техніку сфумато.